# جمعية مرشدات وكشافة النرويج
جمعية مرشدات وكشافة النرويج هي الكشافة الوطنية والإرشادية في النرويج، استغرق الأمر أكثر من عضوية في المنظمة العالمية للحركة الكشفية في النرويج وعضوية الجمعية العالمية . تأسست في عام 2003 ولها 17348 كشاف (اعتبارا من 2011) و 14443 مرشدة (اعتبارا من 2008).

## روابط خارجية
- الموقع الرسمي (بالنرويجية)